# Mézériat
Mézériat település Franciaországban, Ain megyében. Lakosainak száma 2179 fő (2022. január 1.). Mézériat Chaveyriat, Confrançon, Perrex, Polliat, Saint-Genis-sur-Menthon, Vandeins és Vonnas községekkel határos.

## Népesség
A település népességének változása:
| Lakosok száma | 1298 | 1879 | 1995 | 1993 | 2140 | 2135 | 2172 | 2217 | 2204 | 2179 |
|               | 1968 | 1982 | 1990 | 2006 | 2013 | 2015 | 2017 | 2019 | 2020 | 2022 |